# Comitat de Međimurje
Pour les articles homonymes, voir Međimurje.

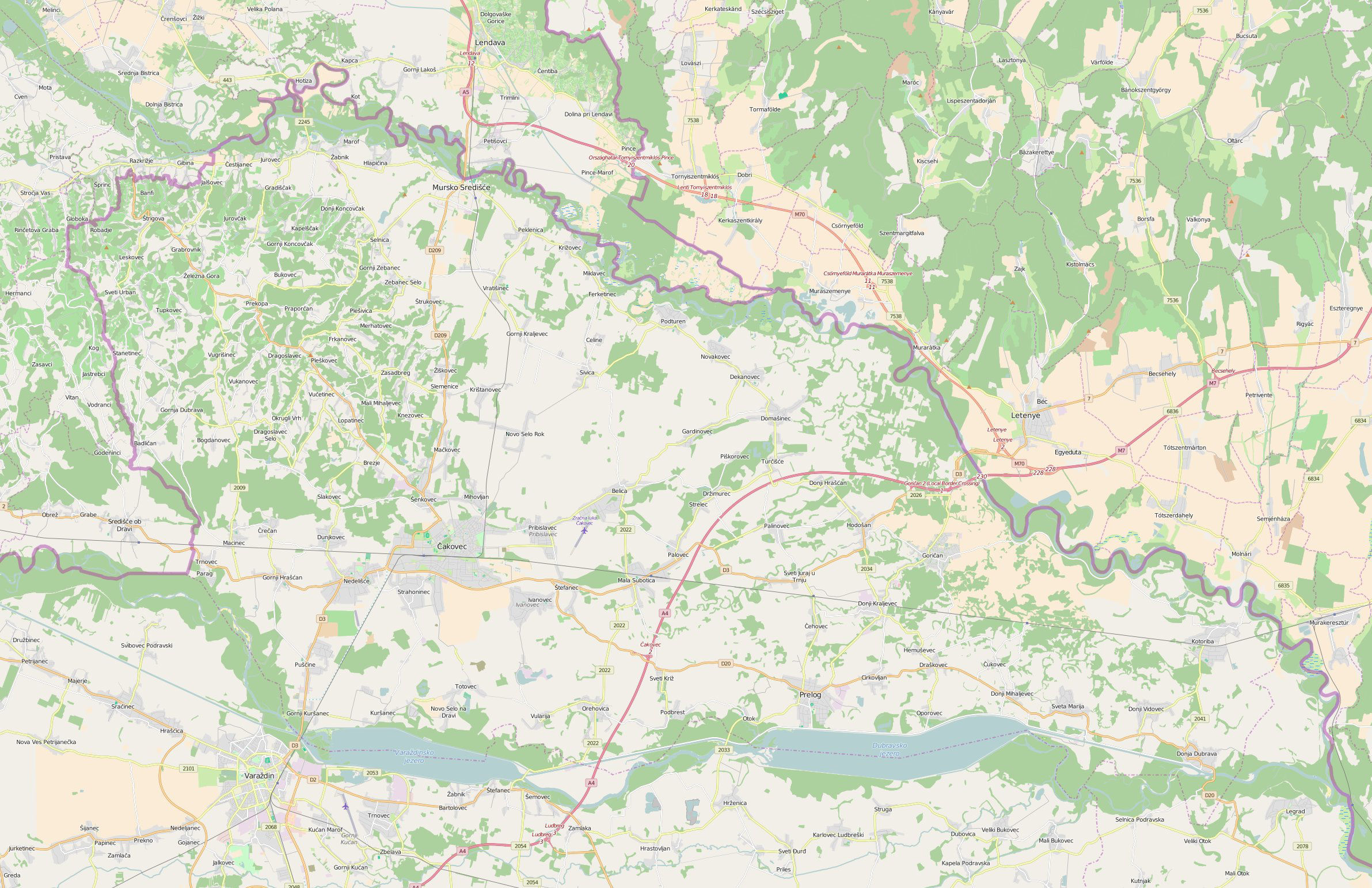
Carte géographique

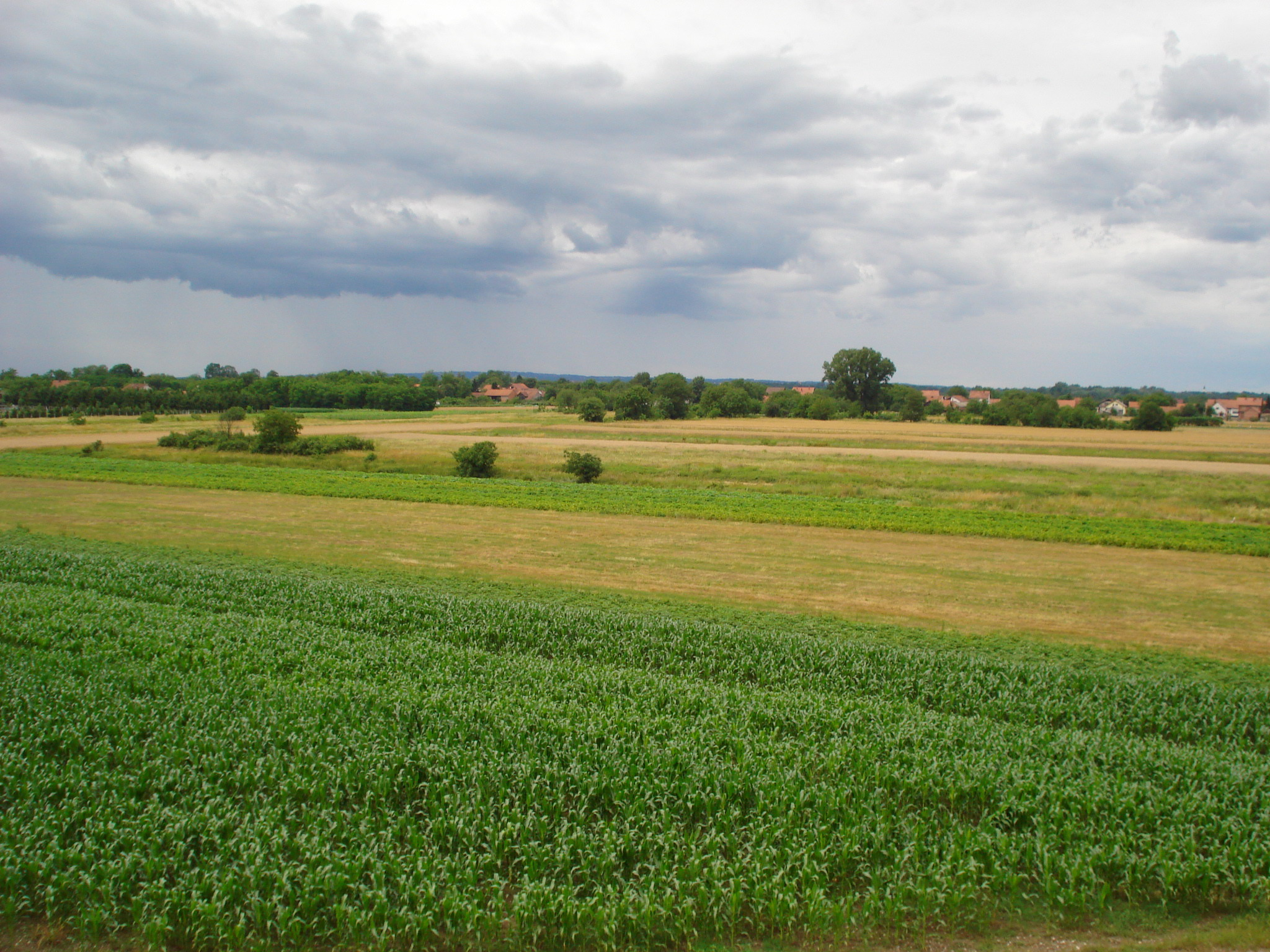
Champs

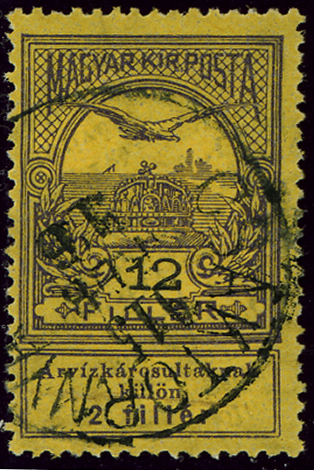
Nom hongrois de Čakovec utilisé dans le Royaume de Hongrie en 1915

Le Medjimurje (en croate, Međimurje) est un comitat du nord de la Croatie, où se rejoignent les frontières de la Croatie, de la Slovénie et de la Hongrie. Il est délimité, au nord, par la rivière Mur et, au sud, par la rivière Drave.

## Géographie

### Géographie physique
Le Međimurje s'étend sur 729,5 km². La région se divise, du point de vue topographique, en deux : à l'est et au centre une plaine qui forme le Bas Međimurje (Donje Međimurje) et, au nord-ouest, une zone de légères collines qui forme le Haut Međimurje (Gornje Međimurje). Le point culminant est Mohokos avec une altitude de 344 mètres.
Le climat est du type continental modéré. Il se caractérise par des étés relativement chauds, des hivers froids, un passage rapide entre la saison chaude et la saison froide, des précipitations relativement importantes.

### Démographie
Lors du recensement de 2011, la région du Međimurju comptait 113 804 habitants. Les habitants sont, du point de vue ethnique, à 93,80 % des croates et, du point de vue religieux, à 94,07 % catholiques romains.

### Organisation administrative
Le comté (županija) —  équivalent d'une région[évasif] — du Međimurje est divisé en 22 municipalités et trois villes (Čakovec, Mursko Središće et Prelog). Le chef-lieu est Čakovec.

## Histoire
De nombreuses découvertes archéologiques témoignent d'un passé riche et agité.
Les découvertes attestent d'établissements humains dès le Néolithique. Les Croates se sont installés dans la région au VIIe siècle. Les premiers recueils écrits au sujet du Međimurje datent de la première moitié du XIIIe siècle.
Les Lackovic deviennent seigneurs du Međimurje le 30 octobre 1350.
La famille Zrinski s'installe dans le Međimurje en 1546 ; cette puissante famille va marquer de son sceau la région, sur le plan militaire et culturel, jusqu'à en 1670. À partir de 1849, la région est rattachée à la Hongrie mais le ban de Croatie Josip Jelačić va rapidement obtenir le retour du Međimurje à la Croatie.
Jusqu'en 1918, le Comitat de Međimurje (Murinsel en allemand, Muraköz en hongrois) fait partie de la monarchie autrichienne (empire d'Autriche), province de Croatie-Slavonie puis du Royaume de Hongrie (Transleithanie) après le compromis de 1867, contrairement à la majeure partie de la Croatie-Slavonie.

## Culture et tourisme
Le tourisme ne commence réellement à se développer dans le Međimurje qu'à partir de la fin des années 1990. Les richesses de la région sont sa nature, sa gastronomie variée, sa production de vins blancs, son folklore et ses traditions ainsi que ses nombreuses manifestations culturelles.

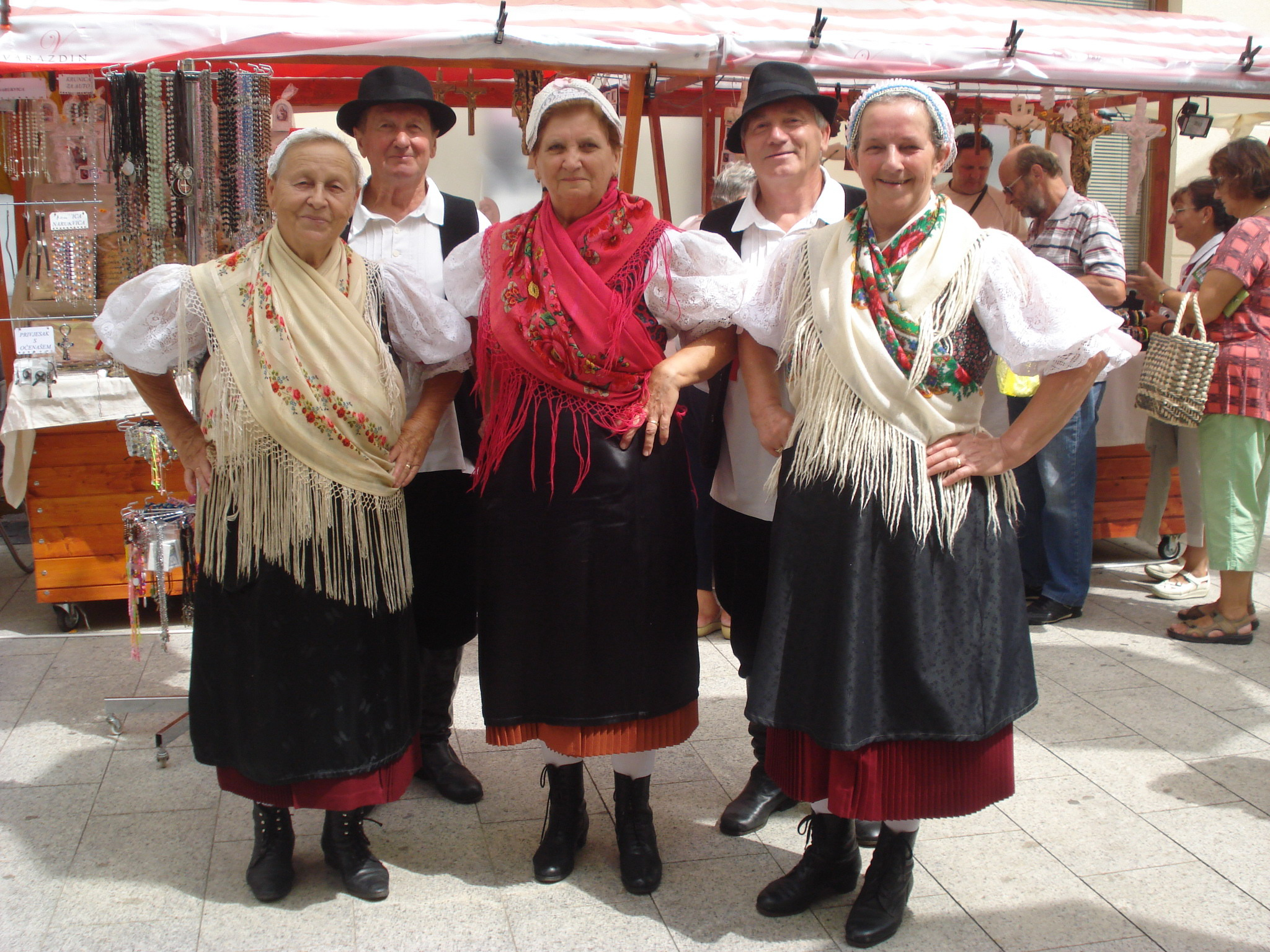
Vêtements traditionnels
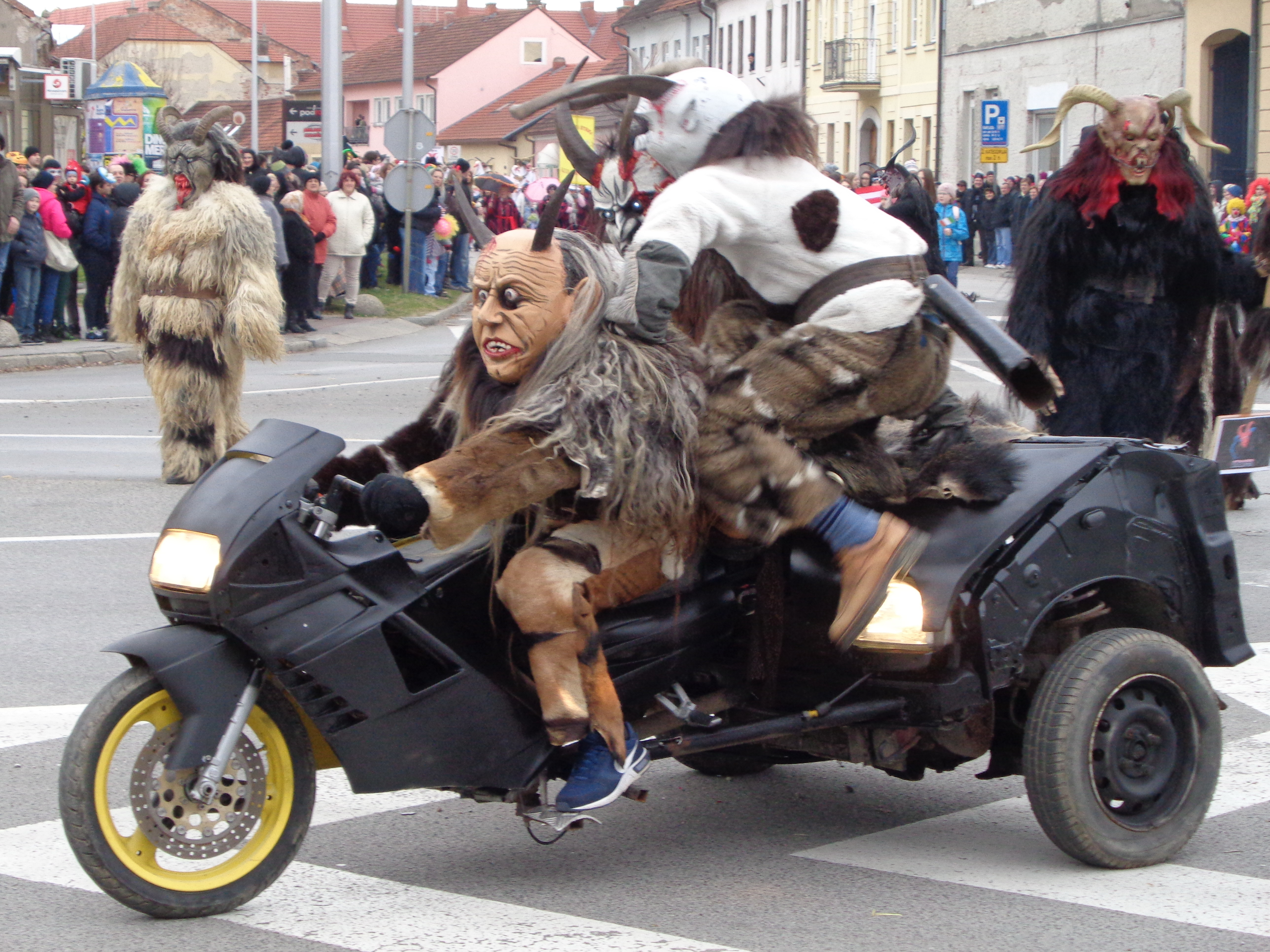
Carnaval

## Division administrative
- Ville de Čakovec (siège du comitat)
- Ville de Mursko Središće
- Ville de Prelog
- Municipalité de Belica
- Municipalité de Dekanovec
- Municipalité de Domašinec
- Municipalité de Donja Dubrava
- Municipalité de Donji Kraljevec
- Municipalité de Donji Vidovec
- Municipalité de Goričan
- Municipalité de Gornji Mihaljevec
- Municipalité de Kotoriba
- Municipalité de Mala Subotica
- Municipalité de Nedelišće
- Municipalité de Orehovica
- Municipalité de Podturen
- Municipalité de Pribislavec
- Municipalité de Selnica
- Municipalité de Strahoninec
- Municipalité de Sveta Marija
- Municipalité de Sveti Juraj na Bregu
- Municipalité de Sveti Martin na Muri
- Municipalité de Šenkovec
- Municipalité de Štrigova
- Municipalité de Vratišinec